# Taki al-Din
Taki al-Din Mohamed ibn Ma'ruf al-Šami al-Asadi (arabsko تقي الدين محمد بن معروف الشامي السعدي, turško Takijuddin), osmansko-turški ali arabski polihistor, znanstvenik, astronom, astrolog, inženir, izumitelj, urar, fizik, matematik, botanik, zoolog, farmacevt, zdravnik, kadi, filozof, teolog in učitelj, * 1526, Damask, Sirija, † 1585, Istanbul, Osmansko cesarstvo (danes Turčija).
Napisal je več kot 90 knjig z različnih področij, vključno z astronomijo, astrologije, ur, strojništva, matematike, mehanike, optike in naravoslovja, od katerih se je ohranilo le 24. Sodobniki so ga imeli za največjega osmanskega znanstvenika na svetu.
V eni od svojih knjig Čudoviti postopki netelesnih strojev (Al-Turuk al-samija fi al-alat al-ruhanija, 1551), je opisal delovanje osnovnega parnega stroja in parne turbine in bil tako predhodnik bolj znanega odkritja parne energije Brance leta 1629. Taki al-Din je znan tudi po izumu šestvaljne enobločne črpalke leta 1559, izumu različnih točnih ur, (med njimi prve mehanske budilke, prve astronomske ure s pogonom na vzmet, prve ure, ki je kazala čas tudi v minutah, ter prvih ur, ki so poleg ur kazale čas še v minutah in sekundah) med letoma 1556 in 1580, verjetnem izumu zgodnje vrste daljnogleda pred letom 1574, izgradnji Observatorija v Istanbulu leta 1577 in svoji astronomski dejavnosti tam do leta 1580.
1. 1 2  data.bnf.fr: platforma za odprte podatke — 2011.
2. 1 2 3 4  Taqī al‐Dīn Abū Bakr Muḥammad ibn Zayn al‐Dīn Maʿrūf al‐Dimashqī al‐Ḥanafī // Biographical Encyclopedia of Astronomers — Springer Science+Business Media, 2007.
3. ↑  LIBRIS — Kraljevska knjižnica Švedske.
4. ↑  (ni prevedeno v ota) كشف الظنون عن أسامي الكتب والفنون — 1633.